# Ташкентська декларація (1966)
Ташке́нтська деклара́ція — дипломатична угода, підписана 10 січня 1966 року в результаті зустрічі в Ташкенті президента Пакистану Айюб Хана з прем'єр-міністром Індії Лал Багадуром Шастрі за участю голови Ради Міністрів СРСР О. М. Косигіна. Зустріч відбулася з ініціативи СРСР для нормалізації відносин між Індією і Пакистаном після війни між двома країнами в 1965 році.
Декларація передбачала заходи по ліквідації наслідків конфлікту, в тому числі відведення збройних сил обох країн на позиції, які вони займали до початку бойових дій, відновлення нормальної діяльності дипломатичних представництв, обговорення заходів по відновленню між Індією і Пакистаном економічних і торговельних зв'язків.